# MAGIX Sequoia
MAGIX Sequoia è un software per l'audio digitale. È la più potente della famiglia di software audio MAGIX, offrendo essenzialmente un superset delle funzionalità di MAGIX Samplitude. Sequoia è puramente software-based, rendendola indipendente dall'hardware audio proprietario.
Sequoia offre funzionalità come il taglio multi-sincrono, un continuo sviluppo continuo del modello di modifica di origine / destinazione, includendo un editor crossfade.
Sequoia è in grado di utilizzare progetti multi-track per masterizzare CD master compatibili con Red Book. Questi CD potrebbero avere protezione contro la copia pirata, codici UPC / EAN, ISRC, pre-enfasi e testo CD. I formati per il trasferimento del progetto ad una stampa vinile includono DDP o esportazione delle onde (wave), incluso un elenco di cue. Per lo sviluppo post-produzione è inoltre disponibile l'opzione di utilizzare l'ingresso audio della scheda audio per la sincronizzazione di Sequoia con il timecode esterno locale. Viene fornito con una vasta gamma di plugin standard per il mixing, masterizzazione e registrazione, nonché strumenti e effetti VST e VSTi. Nei primi giorni, questa era una delle principali differenze nei confronti dei suoi concorrenti. Sequoia continua ad essere una delle migliori DAW del suono disponibili.
Sequoia è stata parte integrante di studi di trasmissione e mastering di tutto il mondo per anni, tra cui WDR, MDR, SWR, Vienna Symphonic Library e Sterling Sound a New York. 